# Sumatrabarbe
Die Sumatrabarbe oder Viergürtelbarbe (Puntigrus cf. tetrazona) ist ein wissenschaftlich unbeschriebener Süßwasserfisch in der Ordnung der Karpfenartigen mit unbekannter Verbreitung in Südostasien.

## Merkmale
Die Sumatrabarbe verfügt über einen hochrückigen, seitlich stark zusammengedrückten und bis auf den Kopf vollständig beschuppten Körper. Die höchste Körperstelle liegt zwischen dem Ansatz der Rückenflosse und dem hinteren Ende der Bauchflossen. Das aus nur acht bis neun Poren bestehende Seitenlinienorgan ist unvollständig; es beginnt am oberen Rand der Kiemendeckel und endet bereits in der dritten Körperbinde, oberhalb der Afterflosse. Die Grundfarbe ist ein bis zu olivfarbener Tönung variierendes Beige. Die Bauchseite ist zwischen dem Ende der Kiemendeckel und dem Ansatz der Bauchflossen hellbeige bis hellsilbrig. Die markanten Schuppen sind dunkelbraun bis schwarz gesäumt. Vier breite, vertikale Bänder umschließen den Körper, sind in der Regel schwarz, können aber auch grünmetallisch glänzen. Das erste verläuft über die Augen, das zweite liegt unmittelbar vor Rücken- und Bauchflossen, das dritte ist eine Fortsetzung der Rückenflossenfärbung und reicht bis in die Afterflosse, das letzte umringt den Ansatz der Schwanzflosse.
Die Brustflossen sind rot, selten transparent und der erste Hartstrahl kann rot sein. Die Bauchflossen sind rot und transparent oder schwarz gesäumt. Der Ansatz der Afterflosse ist wie die Körperbinden gefärbt, der hintere Teil transparent, rötlich oder rot. Die homocerke Schwanzflosse ist gegabelt und trägt an ihrem oberen und unteren Rand einen verschieden intensiven roten Saum. Die Farbe der steil ansteigenden, relativ hohen Rückenflosse entspricht der der Körperbinden und trägt einen breiten roten Saum. Das Auge ist dunkel pigmentiert. Der Kopf einschließlich der Lippen des endständigen Mauls können rot sein; die Oberlippe trägt ein kurzes fädiges Bartelpaar. Männchen erreichen eine Gesamtlänge von fünf, Weibchen von höchstens sieben Zentimeter.

## Verbreitung
Nur zwei seriös belegte Vorkommen sind bekannt, in Singapur und dem Gunung Pulai Recreational Forest in dem malaiischen Bundesstaat Johor im Süden der Malaiischen Halbinsel. Alle anderen Verbreitungsdaten in der populären und wissenschaftlichen Literatur beruhen auf Verwechslungen mit anderen Arten oder sie basieren, wenn sie jüngeren Datums sind, auf den Folgen der in Südostasien weit verbreiteten Aquarienfischzucht. Auf der großen Sunda-Insel Sumatra kommt die Sumatrabarbe nicht vor.

## Systematik

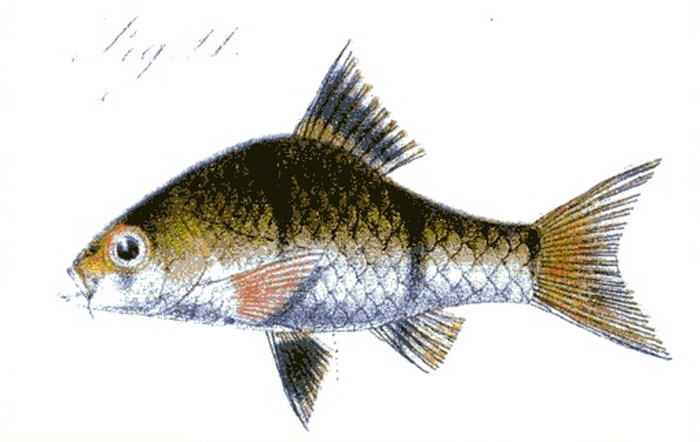
Zeichnung der von Bleeker 1855 beschriebenen Puntius tetrazona

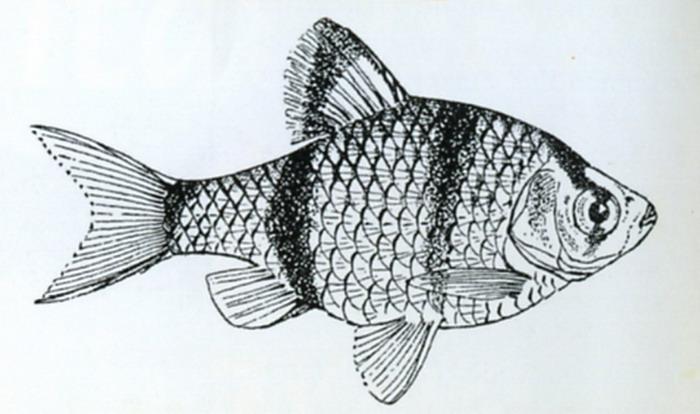
Puntius anchisporus Zeichnung zu der Erstbeschreibung durch Vaillant, 1902

Der niederländische Arzt und Ichthyologe Pieter Bleeker, der von 1842 bis 1860 als Sanitätsoffizier in Indonesien diente, beschrieb 1855 einen von ihm selbst im Süden Sumatras, in dem heutigen indonesischen Distrikt Lahat, westlich der Stadt Palembang, gefangenen quergestreiften barbinen Karpfenfisch als Capoeta tetrazona. Zwei Jahre später, 1857, beschrieb Bleeker die gleiche quergestreifte Barbe vom identischen Fundort erneut als Systomus sumatrensis und veränderte deren Namen 1860 selbst in Systomus sumatranus (beides Synonyme zu Puntius tetrazona). Dazwischen, 1857, nannte er eine weitere quergestreifte Barbe aus dem Fluss Kahajan im Süden Borneos Puntius tetrazona; diese Art, die Rhombenbarbe, wird heute als Desmopuntius rhomboocellatus bezeichnet. Eine weitere „Tigerbarbe“ beschrieb Léon Vaillant 1904 von Borneo als Barbus anchisporus. Sie unterscheidet sich unter anderem durch die Anzahl der circumpeduncularen, den Schwanzstiel umringenden Schuppen von Puntius tetrazona (P. tetrazona: 12; P. anchisporus: 14). Und 1934 beschrieb Fowler Barbus partipentazona von Kratt im Südosten Thailands. Mit allen diesen wissenschaftlichen Artbezeichnungen wurde die Sumatrabarbe bereits in Zusammenhang gebracht, bis Klausewitz 1955 den Artnamen Puntius tetrazona manifestierte. Seither trug die Sumatrabarbe diesen Artnamen in nahezu allen wissenschaftlichen und populären Publikationen. Dass bei Kottelat, Whitten, Kartikasari und Wirjoatmodjo 1993 unter Puntius tetrazona das Formalinpräparat einer quergestreiften Barbe mit schwarzen Bauchflossen abgebildet ist, fiel niemand auf.

2007 wurde für die Aquaristik erstmals lebend eine quergestreifte Barbe von Borneo nach Deutschland importiert, die über vollständig schwarz gefärbte Rücken-, After- und Bauchflossen verfügt. Axel Zarske,
Senckenberg Naturhistorische Sammlungen Dresden, determinierte diesen Fisch als Puntius tetrazona, von dem man nun weiß, dass er auf Sumatra und Borneo vorkommt. Zarske verglich nun alle bisher bekannten quergestreiften Barben und stellte abschließend fest, dass die Sumatrabarbe keiner wissenschaftlich bereits beschriebenen Art zugeordnet werden kann.
Aufgrund ihrer Ähnlichkeit und jahrzehntelangen Verwechslung mit Puntius tetrazona, wurde die Sumatrabarbe als Puntius cf. tetrazona bezeichnet (cf.:das lateinische Verb conferre bedeutet „zusammentragen“). Im November 2013 ordnete der Schweizer Ichthyologe Maurice Kottelat alle südostasiatischen „Tigerbarben“ den neu eingeführten Gattungen Desmopuntius und Puntigrus zu.

## Bedeutung für den Menschen

Moosgrünbarbe, eine von mehreren Zuchtformen

Seit ihrer Ersteinfuhr nach Europa, sehr wahrscheinlich 1933 durch die Importfirma Otto Winckelmann, Hamburg-Altona, ist die Sumatrabarbe einer der weltweit am häufigsten gehandelten Aquarienfische. In Südostasien (Thailand, Malaysia, Singapore), den USA, Kanada, Israel und Tschechien wird sie zu diesem Zweck millionenfach vermehrt. Je nach Zuchtstamm und -methode variieren die Intensität der Körperfarben und die erreichbare Gesamtlänge. Das Erscheinungsbild ist aber immer unverkennbar.
Es gibt unter verschiedenen Handelsbezeichnungen flächig grün gefärbte („Moosgrünbarbe“), leucistische („Hong-Kong-Barbe“), albinotische und xanthoristische Zuchtformen und darüber hinaus Bastarde dieser Zuchtformen mit der Ursprungsart sowie eine leucistische Variante ohne Kiemendeckel.